# LaGrange (Nueva York)
LaGrange es un pueblo ubicado en el condado de Dutchess en el estado estadounidense de Nueva York. En el año 2000 tenía una población de 14,928 habitantes y una densidad poblacional de 145 personas por km².

## Geografía
LaGrange se encuentra ubicado en las coordenadas 41°40′23″N 73°48′24″O / 41.67306, -73.80667. Según la Oficina del Censo, la ciudad tiene un área total de 103,2 km² (39,8 mi²), de la cual 102,8 km² (39,7 mi²) es tierra y 0,4 km² (0,2 mi²) (0.40%) es agua.

## Demografía
Según la Oficina del Censo en 2000 los ingresos medios por hogar en la localidad eran de $74,881, y los ingresos medios por familia eran $80,724. Los hombres tenían unos ingresos medios de $61,806 frente a los $36,955 para las mujeres. La renta per cápita para la localidad era de $27,872. Alrededor del 5.7% de la población estaban por debajo del umbral de pobreza.